# Список искусственных объектов на Марсе
Список искусственных объектов, которые достигли поверхности Марса. В список включены космические аппараты, предназначенные для научных исследований на поверхности Марса. Это как неподвижные аппараты — автоматические марсианские станции (АМС), так и мобильные аппараты, передвигающиеся по поверхности, — марсоходы.
Мягкая посадка АМС и марсоходов осуществляется с помощью спускаемых аппаратов. Наличие у Марса атмосферы позволяет гасить скорость за счет аэродинамического торможения и парашютных систем. Обычно на последнем этапе посадки тепловые защитные экраны и парашюты сбрасываются или отстреливаются, что приводит к тому, что при каждой посадке АМС на поверхность попадает еще несколько искусственных фрагментов, не учтенных в таблице, впрочем, обычно они падают недалеко от района посадки основного аппарата. При посадке марсоходов, помимо самих аппаратов, на планете остаются посадочные платформы или реактивные платформы типа «небесный кран» и вольфрамовые болванки, играющие роль балласта при входе в атмосферу (марсоходы Кьюриосити и Персеверанс).
Общая масса всех искусственных объектов, которые сейчас находятся на планете, включая и совершившие «жёсткую» посадку (то есть разбившиеся), — более 15 тонн.

## Список
| №  | Космический аппарат              | Страна         | Изображение | Дата посадки | Масса (кг) спускаемого аппарата | Масса (кг) АМС или марсохода | Координаты посадки                   | Примечания |
| -- | -------------------------------- | -------------- | ----------- | ------------ | ------------------------------- | ---------------------------- | ------------------------------------ | --- |
| 1  | Марс-2                           | СССР           |             | 27.11.1971   | 1 000                           | 355                          | 4º N — 47º W                         | Первая попытка мягкой посадки спускаемого аппарата (неудачная), первый спускаемый аппарат, достигший поверхности Марса |
| 2  | Марс-3                           | СССР           |             | 02.12.1971   | 1 000                           | 355                          | 45° S — 158° W                       | Первая мягкая посадка спускаемого аппарата на Марс, первая АМС (неудачная, вскоре после посадки станция начала передачу панорамы окружающей поверхности, но полученное изображение представляло собой серый фон без единой детали. Через 14,5 секунды сигнал прекратился) |
| 3  | Марс-6                           | СССР           |             | 12.03.1974   | 844                             | 355                          | 29,9° S — 19,4° W                    | АМС. Неудачная попытка мягкой посадки. В момент срабатывания двигателей мягкой посадки на скорости 61 м/с сигнал со спускаемого аппарата прекратился |
| 4  | Викинг-1                         | США            |             | 20.07.1976   | 1199                            | 657 (без горючего 572)       | 22,48° N — 47,97° W, равнина Хриса   | Первая работающая АМС. Первые цветные снимки, переданные с поверхности Марса, первые непосредственные исследования атмосферы и грунта, первые эксперименты по поиску жизни на Марсе. Последний контакт — 11 ноября 1982 года                                              |
| 5  | Викинг-2                         | США            |             | 03.09.1978   | 1199                            | 657 (без горючего 572)       | 48,3° N — 225,99° W, равнина Утопия  | АМС. Последний контакт — 11 апреля 1980 года |
| 6  | Mars Pathfinder                  | США            |             | 04.07.1997   | 570                             | 264 (включая марсоход 11,5)  | 19,3° N — 33,6° W                    | АМС и первый работавший марсоход. Последний контакт 27 сентября 1997 года. |
| 7  | Mars Polar Lander и Deep Space 2 | США            |             | 03.12.1999   | 494                             | 354 (без горючего 290)       | 76° S — 195° W                       | АМС. Неудачная попытка мягкой посадки |
| 8  | Бигль-2                          | Великобритания |             | 25.12.2003   | 68,84                           | 33,2                         | 10,6° N — 270° W                     | АМС. Неполное развертывание панелей солнечных батарей после посадки, аппарат на связь не вышел |
| 9  | Спирит                           | США            |             | 04.01.2004   | 820                             | 185                          | 14,6° S — 175,48° E, кратер Гусев    | Марсоход успешно доставлен на поверхность Марса. Последний контакт — 22 марта 2010 года |
| 10 | Оппортьюнити                     | США            |             | 25.01.2004   | 820                             | 185                          | 1,95° S — 354,47° E, плато Меридиана | Марсоход успешно доставлен на поверхность Марса. В середине 2018 года перешёл в спящий режим из-за длительной пылевой бури. Последний контакт — 10 июня 2018 года (5111 сол)                                                                                              |
| 11 | Феникс                           | США            |             | 25.05.2008   | 582                             | 410 (без горючего 343)       | 68,2° N — 125,7° W                   | АМС. Первая мягкая посадка в полярном районе. Последний контакт — 2 ноября 2008 года |
| 12 | Curiosity                        | США            |             | 06.08.2012   | 3300                            | 899                          | 4,58° S — 137,43° E, кратер Гейла    | Марсоход успешно доставлен на поверхность Марса. Все ещё работает (по состоянию на конец декабря 2024) |
| 13 | Скиапарелли                      | Европа         |             | 19.10.2016   | 577                             | -                            | ~2° S — 6° W, плато Меридиана        | АМС. Неудачная попытка мягкой посадки. Свободное падение (с высоты 2—4 км) вследствие сбоя в работе инерциального измерительного блока и неверного расчёта высоты |
| 14 | InSight                          | США            |             | 26.11.2018   | 694                             | 358                          | 4,5° N, 135,0° E, равнина Элизий     | АМС. Успешная мягкая посадка |
| 15 | Персеверанс и Ingenuity          | США            |             | 18.02.2021   | 1070                            | 1024 + 1,8                   | 18,855° N 77,519° E, кратер Езеро    | Успешная мягкая посадка |
| 16 | Тяньвэнь-1                       | Китай          |             | 15.05.2021   | 1285                            | 240                          | 25°06′ N, 109°54′ E, равнина Утопия  | Успешная мягкая посадка |

Масса спускаемого аппарата указана полностью, с учетом массы доставляемой на поверхность полезной нагрузки: автоматической марсианской станции или марсохода.

### Галерея
- Снимок Марса, удаленного от Земли на 68 млн км. Сделан космическим телескопом Хаббл
- Атмосфера Марса, снимок с искусственного спутника Марса Викинг-1 или Викинг-2
- Снимок ударного кратера Виктория диаметром около 800 м. Сделан камерой HiRISE искусственного спутника Марса Mars Reconnaissance Orbiter 3 октября 2006 г.
- Так называемое Лицо на Марсе, снимок от 25 июля 1976 г. с искусственного спутника Марса Викинг-1
- Поверхность Марса, снимок с АМС Mars Pathfinder